# غريسيلدا غامبارو

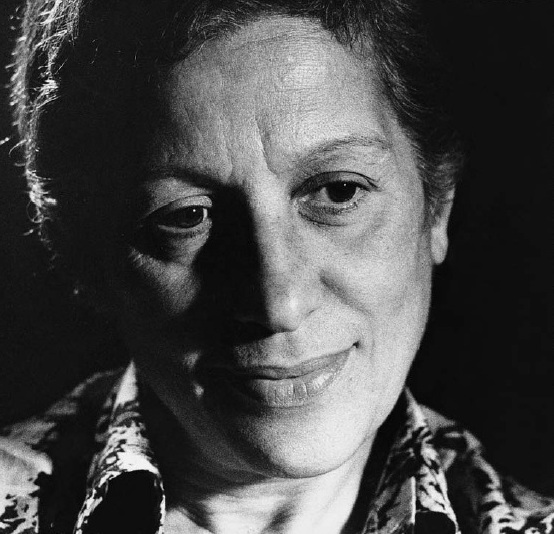
غريسيلدا غامبارو

غريسيلدا غامبارو (بالإسبانية: Griselda Gambaro)‏ (مواليد 24 تموز\يوليو، 1928) هي كاتبة أرجنتينية كانت رواياتها ومسرحياتها وقصصها القصيرة وحكاياها القصصية ومقالاتها ورواياتها الموجّهة للمراهقين تتعلق بالعنف السياسي في بلدها الذي تطور إلى ما يعرف بالحرب القذرة. ومن مواضيع كتاباتها المكررة الاختفاء القسري ومحاولة استعادة جثامين القتلى وتخليد ذكراهم. حظرت الحكومة روايتها "Ganarse la muerte" بسبب ما تضمّنته من رسالة سياسية واضحة.[بحاجة لمصدر] تعتبر غامبارو الكاتبة المسرحية الأكثر شهرةً في الأرجنتين، وقد حصلت على منحة زمالة غوغينهايم عام 1982 بالإضافة إلى جوائز عديدة أخرى.

## أعمال مختارة مترجمة إلى الإنجليزية
- المعسكر تأليف غريسيلدا غامبارو. مسرحية. ترجمة وليام أوليفر عام 1971؛ عرضت للمرة الأولى على خشبة المسرح في المملكة المتحدة عام 1981 من إنتاج شركة المسرح الدولي.[7]
- مدام إكس عديمة الإحساس. رواية.[8] ترجمة إيفلين بيكون غارفيلد. تأليف غريسيلدا غامبارا (1991)
- Iمعلومات للأجانب تأليف غريسيلدا غامبارو ومارغريت فيتلوفيتز. يتضمن 3 مسرحيات: الجدران، معلومات للأجانب، أنتيغونا فيريوزا. تحرير وترجمة وتقديم مارغريت فيتلوفيتز (1 آذار\مارس 1992)
- قول نعم. مسرحية. سيباستيان دوغارت، كتب نيك هيرن، 1996.
- توأم سيامي تأليف غريسيلدا غامبارا وغوين ماكيث (1 أيلول\سبتمبر، 2011).

## روابط خارجية
- غريسيلدا غامبارو على موقع IMDb (الإنجليزية)

### وصلات خارجية
- Testimonio de Griselda Gambaro sobre su libro Los animales salvajes. La literatura y la sociedad
- Antígona entre el amor y el furor (o Griselda Gambaro ante el viejo Sófocles). Reisz, Susana. Revista Synthesis, no. 02 (1995).
- Cuando dialogan dos Antígonas. La tumba de Antígona de María Zambrano y Antígona furiosa de Griselda Gambaro. Duroux, Rose; Urdician, Stéphanie. Revista Olivar, vol. 13, no. 17 (2012)